# Ziegfeld Follies (film)
Ziegfeld Follies este un film american de comedie muzicală din 1945 lansat de Metro-Goldwyn-Mayer, regizat în principal de Vincente Minnelli, unele segmente fiind regizate de Lemuel Ayers, Roy Del Ruth, Robert Lewis și George Sidney, regizorul inițial al filmului înainte ca Minnelli să preia conducerea. Alți regizori despre care se afirmă că au avut contribuții necreditate la film sunt Merrill Pye, Norman Taurog și Charles Walters. În rolurile principale ale filmului apar multe talente de la MGM, printre care Fred Astaire, Lucille Ball, Lucille Bremer, Fanny Brice (singurul membru al ansamblului care a fost o vedetă a filmului original Follies), Judy Garland, Kathryn Grayson, Lena Horne, Gene Kelly, James Melton, Victor Moore, William Powell, Red Skelton și Esther Williams.
Producătorul Arthur Freed a vrut să creeze un film după modelul spectacolelor Ziegfeld Follies de pe Broadway și, astfel, filmul este compus dintr-o succesiune de numere muzicale fastuoase fără legătură între ele și schițe de comedie. Unele dintre ele, cum ar fi Pay the Two Dollars, își au originea în Scandalurile lui George White. Filmat în 1944 și 1945, a fost lansat în 1946 cu un succes considerabil de critică și de box-office.
Filmul a fost înscris la Festivalul Internațional de Film de la Cannes din 1947.

## Rezumat
Filmul se deschide cu o panoramă a camerei de filmat peste un Rai undeva dincolo de cer. Sunt arătate reședințele marilor oameni de spectacol plecați spre răsplata lor eternă: Shakespeare, a cărui casă seamănă cu Teatrul Globe; P. T. Barnum, a cărui reședință în viața de apoi seamănă cu un circ Big Top; și Florenz Ziegfeld, a cărui intrare în casă amintește de teatrul unde a pus în scenă Ziegfeld Follies pe Broadway.
Vorbind cu publicul, Ziegfeld îi ghidează pe spectatori de-a lungul unui perete cu tablouri tridimensionale sau cutii de umbre care conțin păpuși ce seamănă cu vedetele pe care le-a distribuit în Follies de-a lungul anilor. Filmul se dizolvă într-o secvență de păpuși stop motion în timp ce Ziegfeld prezintă deschiderea unuia dintre spectacolele sale.
În continuare, Ziegfeld iese la balcon, meditând la faptul că și-ar dori să mai poată pune în scenă încă un spectacol Follies, cu vedete actuale și trecute în distribuție. O putere superioară face să apară un creion de mărimea unui trabuc și o foaie de pergament, iar Ziegfeld începe să scrie. În timp ce face acest lucru, pe ecran apar scenetele și numerele de spectacol.

## Distribuția
- Fred Astaire – Fred Astaire
- Lucille Ball – Lucille Ball
- Lucille Bremer – prințesa
- Fanny Brice – Norma Edelman în „The Sweepstakes Ticket”

- Hume Cronyn – Monty Edelman în „The Sweepstakes Ticket”
- William Frawley – domnul Martin în „The Sweepstakes Ticket”

- Judy Garland – vedeta
- Kathryn Grayson – Kathryn Grayson
- Lena Horne – Lena Horne
- Gene Kelly – domnul
- James Melton – Alfredo
- Victor Moore – clientul avocatului
- Red Skelton – J. Newton Numbskull
- Esther Williams – Esther Williams
- William Powell – Florenz Ziegfeld Jr.
- Edward Arnold – avocatul
- Virginia O'Brien – Virginia O'Brien
- Cyd Charisse – balerina
- Keenan Wynn – apelantul